# Успадкування ліхтенштейнського престолу
Успадкування престолу князівства Ліхтенштейн регулювалося сімейним договором 1606 року. Відповідно до цього договору застосовується патрилінійне (агнатське) правонаступництво (право першого народження). Жінки повністю виключені з лінії успадкування, а первісток чоловічої статі старшої лінії є спадкоємцем престолу. При такому успадкуванні сімейна власність на будинок та інші привілеї (в тому числі титул, домашній архів і колекції) перейшли до нього (Салічний закон). Первісток панівного князя своїм народженням отримує право успадкування для себе та своїх нащадків чоловічої статі.
Після різноманітних доповнень до сімейного договору закони про будинок були об'єднані в новий уніфікований закон у 1993 році, «Закон про будинок князівського дому Ліхтенштейну від 26 жовтня 1993 року».

## Успадкування престолу Ліхтенштейну
Алоїз фон унд цу Ліхтенштейн → Франц Йосиф II. → Ганс-Адам II.
1. Спадковий принц Алоїз (народився 1968 року, заступник принца з 2004 року)
2. 00Принц Йозеф Венцель (народився 1995 року)
3. 00 Принц Джордж (народився 1999 року)
4. 00 Князь Микола (народився 2000 року)
5. Принц Максиміліан (народився 1969 року)
6. 00 Принц Альфонсо (народився 2001 року)
7. 00 Принц Моріц (народився 2003 року)
8. 00 Принц Бенедикт (народився 2008 року)
Альфред фон унд цу Ліхтенштейн → Алоїз фон унд цу Ліхтенштейн → Франц Йосиф II.
9. Принц Філіп (народився 1946 року)
10. 00 Князь Олександр (народився 1972 року)
11. 00 Князь Вацлав (народився 1974 року)
12. 00 Принц Рудольф (народився 1975 року)
13. 0000 Принц Карл Людвіг (народився 2016 року)
14. Князь Микола (народився 1947 року)
15. 00 Принц Йозеф-Емануель (народився 1989 року)

Після них йдуть інші нащадки Йоганна I Йосипа, першого суверенного князя Ліхтенштейну. Це включно також з принцом Стефаном (народився 1961 року), сина Олександра фон унд цу Ліхтенштейна (1929—2012) і нащадка Едуарда Франца фон Ліхтенштейна (1809—1864).

## Вебпосилання
- Wilfried Marxer: Hausgesetz. In: Historisches Lexikon des Fürstentums Liechtenstein.